# Jihovýchodní Anatolie
Jihovýchodní Anatolie (turecky Güneydoğu Anadolu Bölgesi) je jedním ze sedmi regionů Turecka. Leží v jihovýchodní části země, hraničí na západě se Středomořským regionem na severu a východě s Východní Anatolií a na jihu se Sýrií. 

## Provincie

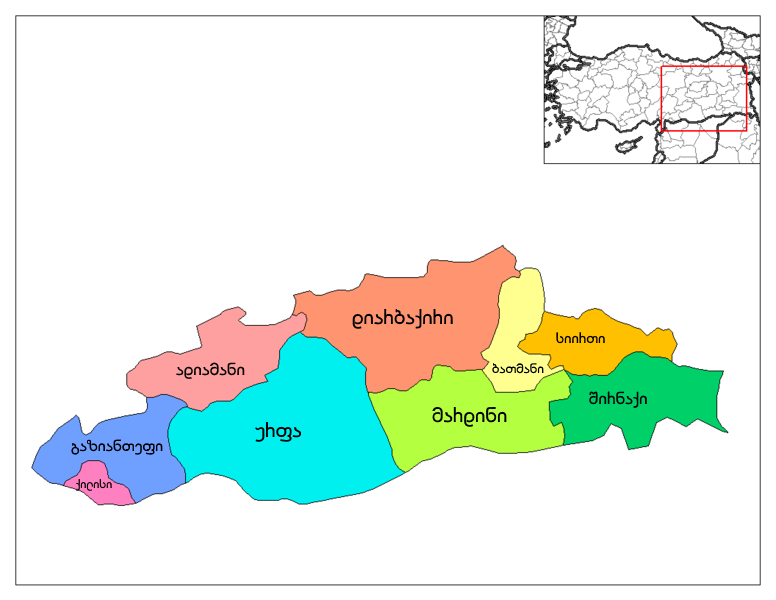
Jihovýchodní Anatolie

- Adıyaman
- Batman
- Diyarbakır
- Gaziantep
- Kilis
- Mardin
- Şanlıurfa
- Siirt
- Şırnak

## Obyvatelstvo
| Obyvatelstvo podle národnosti |                |           |         |                |            |
| Provincie                     | Počet obyvatel | Turci     | Ostatní | Bez národnosti | Nezjištěno |
| Adıyaman                      | 623 811        | 623 744   | 50      | 0              | 17         |
| Batman                        | 456 734        | 456 714   | 19      | 1              | 0          |
| Diyarbakır                    | 1 362 708      | 1 362 645 | 877     | 0              | 6          |
| Gaziantep                     | 1 285 249      | 1 284 552 | 687     | 0              | 10         |
| Kilis                         | 114 724        | 114 667   | 56      | 0              | 1          |
| Mardin                        | 705 098        | 704 995   | 100     | 0              | 3          |
| Şanlıurfa                     | 1 443 422      | 1 442 947 | 219     | 7              | 249        |
| Siirt                         | 263 676        | 263 547   | 128     | 0              | 0          |
| Şırnak                        | 353 197        | 353 104   | 84      | 0              | 9          |

Statistická data jsou z Turecké Statistické Asociace